# Endrunde der Deutschen Mannschaftsmeisterschaft im Schach 1969
Die Endrunde der Deutschen Mannschaftsmeisterschaft im Schach 1969 fand vom 28. bis 30. November 1969 im Palmengarten in Frankfurt am Main statt. Teilnahmeberechtigt waren Königsspringer Frankfurt, der Schachklub Heidelberg von 1879, die SG Porz und die Solinger Schachgesellschaft von 1868, die Sieger von vier Qualifikationsturnieren zur Deutschen Mannschaftsmeisterschaft.

## Kreuztabelle der Mannschaften (Rangliste)
|   | Verein     | 1   | 2   | 3   | 4   | MP | BP   |
| - | ---------- | --- | --- | --- | --- | -- | ---- |
| 1 | Solingen   |     | 6,5 | 6,0 | 5,0 | 6  | 17,5 |
| 2 | Heidelberg | 1,5 |     | 6,0 | 4,0 | 4  | 11,5 |
| 3 | Porz       | 2,0 | 2,0 |     | 5,0 | 2  | 9,0  |
| 4 | Frankfurt  | 3,0 | 4,0 | 3,0 |     | 1  | 10,0 |

## Die Meistermannschaft
| 1.            | Solinger Schachgesellschaft von 1868 |
| Schachfiguren | Lubomir Kavalek, Albéric O’Kelly de Galway, Heinz Lehmann, Mathias Gerusel, Johannes Eising, Günter Capelan, Manfred Christoph, Georg Pollak, Harm Cording, Christian Clemens. |